# Stephanie Poetri
Stephanie Poetri, née le 20 mai 2000 à Jakarta, est une chanteuse indonésienne.

## Biographie

### Enfance
Stephanie Poetri Dougharty naît le 20 mai 2000 à Jakarta,, d'une mère indonésienne, Titi Dwi Jayati, et d'un père américain, Andrew Dougharty, qui était le directeur de l'école qu'elle fréquentait, la Global Jaya School (en). Elle grandit dans sa ville natale , avec deux demi-sœurs et un demi-frère du côté de sa mère.

### Carrière
La percée de Poetri en tant qu'artiste est venue avec la sortie de son single, I Love You 3000, le 3 juin 2019. Elle a révélé que l'inspiration de la chanson provenait d'un Q&A Instagram avec ses followers, ainsi que la sortie de Avengers: Endgame une semaine avant le Q&A. La chanson a amassé plus de 425 millions de flux en ligne, dépassant le Global Viral 50 de Spotify pendant plus de 4 semaines. La chanson lui a également valu le prix de la Meilleure nouvelle artiste asiatique - Indonésie aux Mnet Asian Music Awards 2019. Un remix de la chanson, intitulé I Love You 3000 II, mettait en vedette Got7 membre Jackson Wang. Il est sorti sur l'album Head in the Clouds II de 88rising, atteignant les charts sociaux Billboard en Chine. Le couple a également collaboré pour créer un clip vidéo, recueillant plus de 14 millions de vues sur YouTube.

## Vie personnelle
Poetri a déménagé à Los Angeles, en Californie, en novembre 2019 pour poursuivre sa carrière musicale. Cependant, à la suite de la pandémie de COVID-19, elle a pris la décision de retourner à Jakarta pour être avec sa famille.
Poetri a cité Alec Benjamin, Finneas, Jeremy Zucker et son collègue 88rising artist NIKI comme inspirations musicales. Elle aime aussi la K-pop, citant Blackpink, Got7 et TWICE comme certains de ses groupes préférés.
Poetri a commencé à diffuser sur Twitch en octobre 2020, où elle diffuse des jeux et de la musique.